# 小書きヲ
小書きの「を」（𛅒）は小書き平仮名の「を」、小書きの「ヲ」（𛅦）は小書き片仮名の「を」であり、台湾語仮名で使用される仮名のひとつである。前の音と組み合わせ1モーラを形成する。通常は日本語では使用されない。
台湾語仮名では、「オ」と「ヲ」は異なる発音の表現とされている。「オ」の白話字は「o·」であり、「ヲ」の白話字は「o」である。第4声のお段の音の後に来る第8声の白話字での「oh」の発音を小書きの「ヲ」で表記して使用する（白話字での「o」に対応する仮名は、前の音がお段でも「ヲ」になる）。

## 𛅒、𛅦に関わる諸事項
- 2017年10月に暫定的にUnicode番号が確定した。カタカナはU+1B166に割り当てられ、平仮名はU+1B152に割り当てられた[1]。
- 2019年3月にUnicode 12.0で平仮名及び片仮名が登録された。